# اریک برندون
اریک برندون (انگلیسی: Eric Brandon؛ زادهٔ ۱۸ ژوئیهٔ ۱۹۲۰ در ایست هام، اسکس، درگذشتهٔ ۸ اوت ۱۹۸۲ در گاسپورت، همپشر) رانندهٔ مسابقات اتومبیل‌رانی فرمول یک اهل بریتانیا بود که در فصل ۱۹۵۲، و دوباره در فصل ۱۹۵۴ در مجموع در پنج گراند پری شرکت کرد، اما موفق به کسب هیچ امتیازی نشد.
برندون در ۸ اوت ۱۹۸۲ در گاسپورت، همپشر درگذشت.